# Aeroportul Bouarfa
Aeroportul Bouarfa (IATA: UAR, ICAO: GMFB) este un aeroport din Maroc ce deservește zona Bouarfa⁠(d). Aeroportul a fost tranzitat în 2022 de 233 de pasageri. A fost numit după zona deservită.
Situat la o altitudine de 1.122 m, aeroportul dispune de o singură pistă. Este operat de Moroccan Airports Authority⁠(d).